# Theadelphia
Theadelphia, város a mai Batn Ahrít helyén el-Fajjúmtól 30 km-re, északnyugatra.

## Leírása
A hét templom közül, ami a ptolemaioszi időszakban itt volt, négy menedékjoggal rendelkezett.
A főtemplom – amit III. Ptolemaiosz Euergetész szentelt fel – Szobeké (Pnepherosé), a helyi krokodilistené volt. A templom az egyiptomi szentélyek mintája alapján épült meg: három egymást követő udvar előzte meg a főkápolna oszlopcsarnokát. A görög felirat szerint, amit a templom bejáratánál a kapubejárat fölé véstek, III. Ptolemaiosz Euergetész uralkodásának 34. évében készült. A pülónok és a kőcsarnok Szobek (Pnepheros) istennek lettek szentelve a Ptolemaiosz-család nevében egy bizonyos  Agathodórosz alexandriai személy által.
Egy nagy faprés átkerült az alexandriai Görög-Római Múzeum kertudvarába, ahol a theadelphiai főtemplom rekonstruált pülónjai és oltárai is megtalálhatóak.
A város a római korban is folyamatosan aktív volt. Itt találta meg 1898–1899-ben Bernard Pyne Grenfell és Arthur Surridge Hunt a Héroninos archívumot. Ez az archívum egyfelől Egyiptom római korszakának legnagyobb papiruszgyűjteménye, másrészt fontos betekintést ad a római birtokigazgatásról is. Az arsinoéi körzetben fekvő latifundium intézőjének, Aurelius Appianosnak a levelezését, számadásait, egyéb iratait tartalmazza 249–269 közötti időszakból, nagyrészt a theadelphiai birtok, kisebbrészt az euhemeriai birtok adminisztrációjáról szóló bizonyítékokat.